# Jalan Petaling
Jalan Petaling (engelska:Petaling Street) är en gata i Kuala Lumpurs Chinatown. Den lockar många turister med sin gatuförsäljning med allt ifrån frukt och grönt till klockor, kläder, elektronik, skor, smycken, skinnprodukter och souvenirer. Gatan är försedd med ett tak av plast, som skyddar de öppna stånden på gatan från de återkommande monsunregnen. 
Gatan är en av de stora turistmålen i Kuala Lumpur, mycket tack vare dess marknad av piratkopierade filmer, spel och musik. Malaysisk polis gör ofta räder i Chinatown, vilket har resulterat i en häpnadsväckande dynamik hos försäljare av piratkopierat material. På sekunder kan de enkla stånden lätt packas ihop och köras in i en sidogränd. På grund av turismen finns ett stort antal budgethotell och vandrarhem på Jalan Petaling.